# Novi Bešinci
Novi Bešinci falu Horvátországban, Pozsega-Szlavónia megyében. Közigazgatásilag Pozsegaszentpéterhez tartozik.

## Fekvése
Pozsegától légvonalban 11, közúton 19 km-re északra, községközpontjától 1 km-re keletre, Papuk-hegység déli lejtői alatt, a Velikét Kutjevoval összekötő út mentén fekszik.

## Története
A település a 20. század második felében keletkezett Bešinci déli határrészén, a Velikét Kutjevoval összekötő út mellett. Lakosságát 1971 óta számlálják önállóan. 1991-ben lakosságának 94%-a horvát nemzetiségű volt. A településnek 2011-ben 83 lakosa volt.

## Lakossága
| Lakosság változása | Lakosság változása | Lakosság változása | Lakosság változása | Lakosság változása | Lakosság változása | Lakosság változása | Lakosság változása | Lakosság változása | Lakosság változása | Lakosság változása | Lakosság változása | Lakosság változása | Lakosság változása | Lakosság változása | Lakosság változása |
| ------------------ | ------------------ | ------------------ | ------------------ | ------------------ | ------------------ | ------------------ | ------------------ | ------------------ | ------------------ | ------------------ | ------------------ | ------------------ | ------------------ | ------------------ | ------------------ |
| 1857               | 1869               | 1880               | 1890               | 1900               | 1910               | 1921               | 1931               | 1948               | 1953               | 1961               | 1971               | 1981               | 1991               | 2001               | 2011               |
| 0                  | 0                  | 0                  | 0                  | 0                  | 0                  | 0                  | 0                  | 0                  | 0                  | 0                  | 61                 | 72                 | 80                 | 105                | 83                 |